# Sven von Heijne
Sven Alfred von Heijne, född den 20 november 1881 på Hormesta, Biskopskulla församling, Uppsala län, död den 12 juni 1958 i Lidingö, var en svensk civilekonom. Han tillhörde ätten von Heijne.
von Heijne blev kamrer i Vetenskapsakademien 1918. Han var riddarhuskassör 1921–1924. von Heijne blev riddare av Vasaorden 1920, av Svärdsorden 1925 och av Nordstjärneorden 1946. Han vilar på Norra begravningsplatsen utanför Stockholm.